# George Vella
George William Vella (Żejtun, Malta, 24 de abril de 1942) es un médico y político maltés. Fue presidente de Malta desde el 4 de abril de 2019 hasta el 4 de abril de 2024. Miembro del Partido Laborista, anteriormente se desempeñó como vice primer ministro de Malta y ministro de Asuntos Exteriores de 1996 a 1998 bajo el primer ministro Alfred Sant. En 2013, regresó como ministro de Asuntos Exteriores, cargo que ocupó hasta 2017 bajo el mandato del primer ministro Joseph Muscat.
Ha sido miembro del parlamento desde 1978.